# Konrad Lorenz
Pour les articles homonymes, voir Lorenz.
Konrad Lorenz, né le 7 novembre 1903 à Vienne et mort le 27 février 1989 dans cette même ville, est un biologiste et éthologue-zoologiste autrichien titulaire du prix Nobel de physiologie ou médecine en 1973. Lorenz a étudié les comportements des animaux sauvages et domestiques. Il a écrit des livres qui ont touché un large public tels que Il parlait avec les mammifères, les oiseaux et les poissons ou L'Agression, une histoire naturelle du mal.

## Biographie

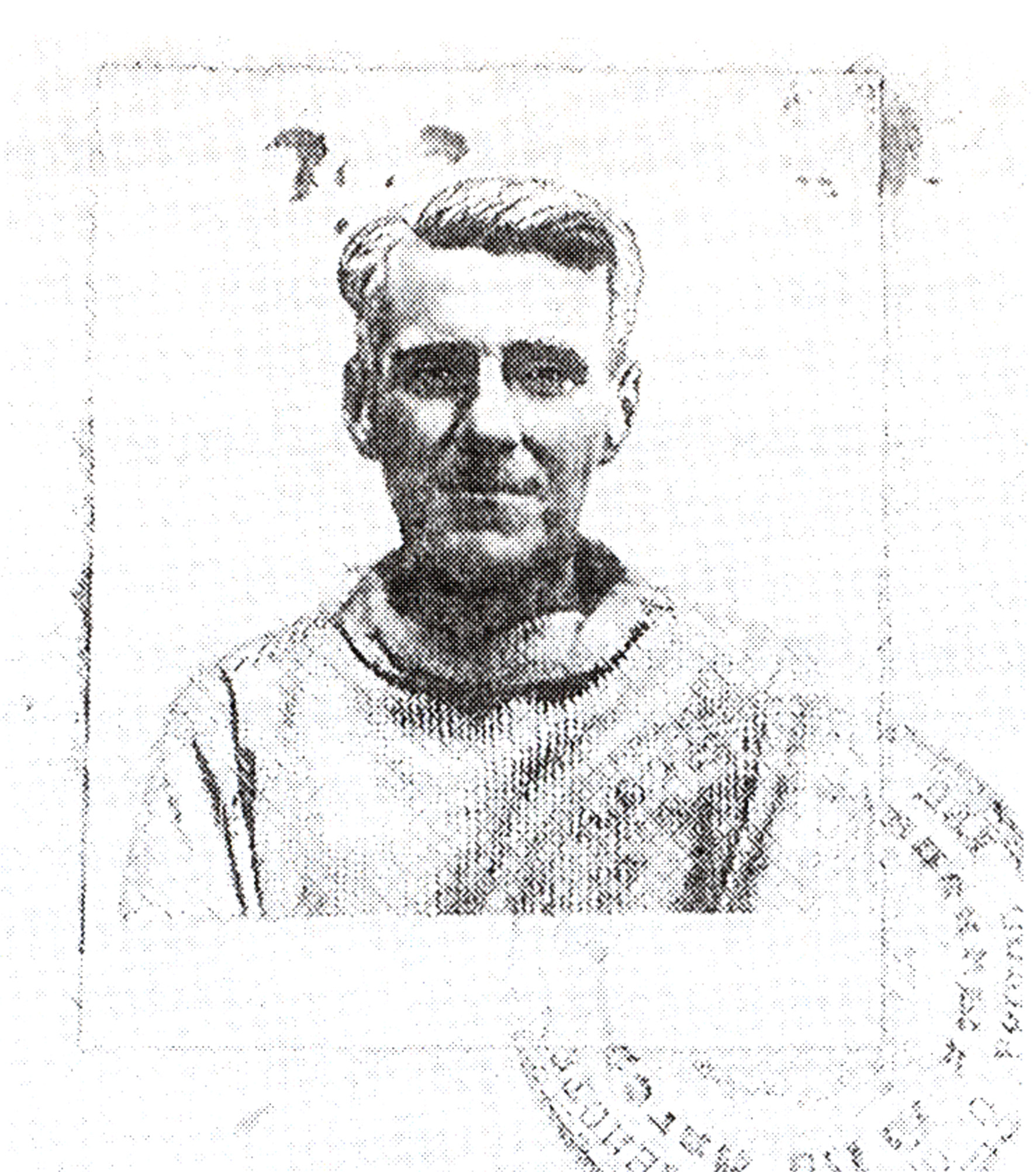
Fiche d'identité soviétique de Konrad Lorenz (1944).

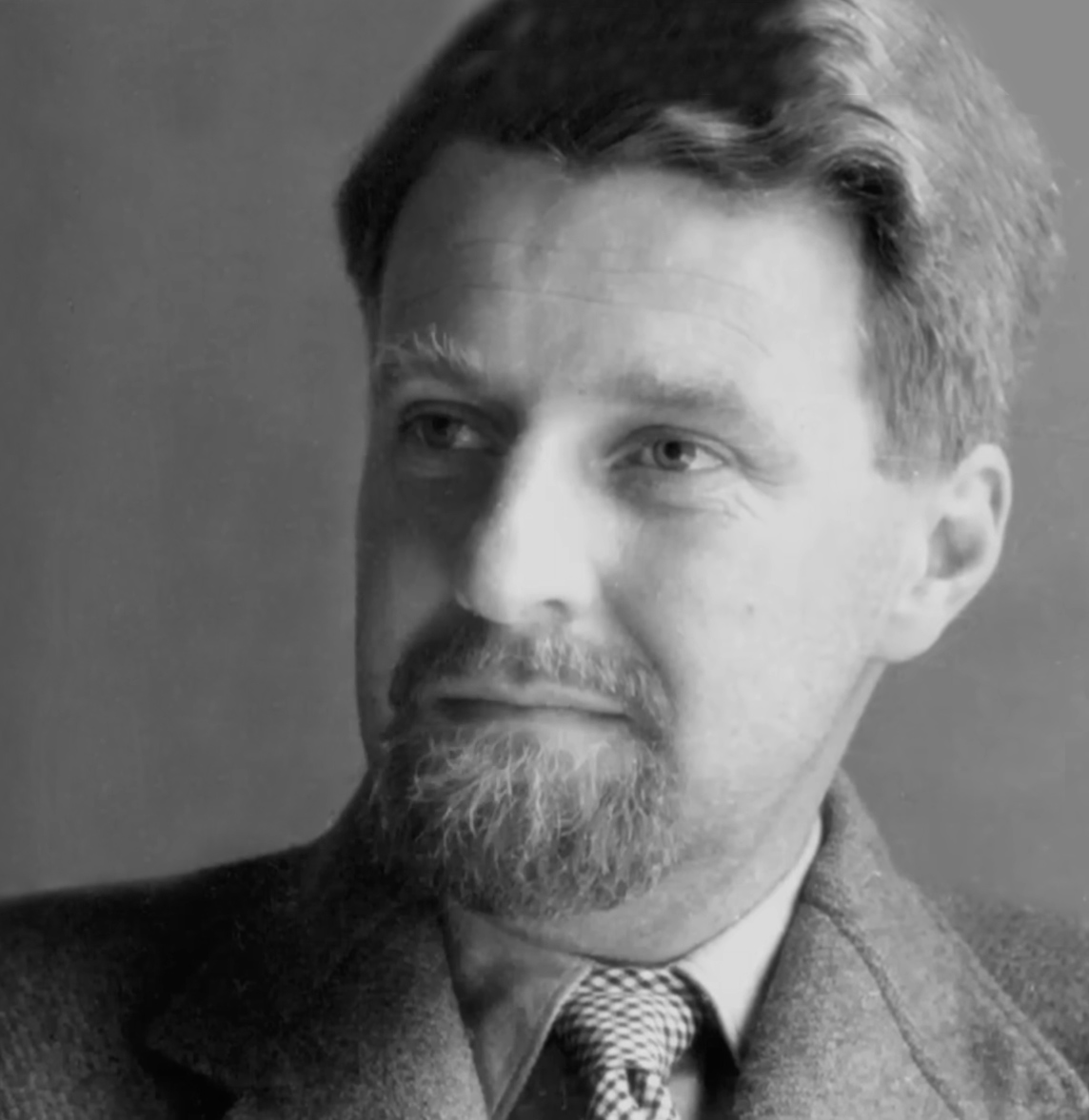
Konrad Lorenz en 1950.

Konrad Zacharias Lorenz fait des études de médecine et, à trente-quatre ans, il enseigne la psychologie animale et l'anatomie comparée à Vienne pendant trois ans.

Alors que l'Autriche a été intégrée dans le Troisième Reich, il est nommé en 1940 professeur à l'université de Königsberg où il occupe la chaire d'Emmanuel Kant.
Mobilisé en 1941 dans la Wehrmacht comme médecin psychiatre, il est fait prisonnier par les Soviétiques en 1944 et détenu en Arménie jusqu'en 1948. Lorenz se servira de cette expérience dans ses travaux ultérieurs comme Enthousiasme nationaliste et constat des dégâts du lavage de cerveaux chez les Allemands nazifiés et les Russes stalinisés, pour élaborer une critique des manipulations de l'instinct d'agression chez l'Homme, de la psychologie de l'endoctrinement et des dangers qui en découlent.
De 1949 à 1951, il dirige l'institut d'éthologie comparée d'Altenberg puis l'Institut Max Planck de physiologie comportementale (un des 80 instituts de recherche de la Société Max-Planck) de Buldern (1951-1954) puis celui de Seewiesen (Bavière) (1954). Il reçoit en 1973, conjointement avec Karl von Frisch et Nikolaas Tinbergen, le prix Nobel de physiologie ou médecine pour leurs découvertes concernant « l'organisation et la mise en évidence des modes de comportement individuel et social » ; il s'agit du seul prix Nobel jamais remis à des spécialistes du comportement. Leurs travaux constituent les fondements d'une nouvelle discipline de la biologie : l'éthologie.

### Parenté
Son père Adolf Lorenz est né à Weidenau, petite ville morave d'Autriche-Hongrie. Fils d'un bourrelier, il devint anatomiste puis chirurgien, puis orthopédiste, travailla entre autres au service de la cour impériale de Vienne et se rendit célèbre pour ses travaux sur l'opération de la hanche. Sa mère, Emma Lecher, fille de bonne famille mais sans fortune, était également médecin et assistante du docteur Adolf Lorenz. Elle accoucha difficilement de Konrad à l'âge de quarante-deux ans. Son frère Albert devint chirurgien orthopédiste.
Konrad épouse Margarethe Gebhardt (Gretl), son amie d'enfance, en 1927 (décédée en 1986). Ils ont deux filles et un fils.

### Études
À l'âge de six ans, il commence sa scolarité primaire dans une école privée, financée par un riche maître-boulanger viennois (Mendel) et dirigée par une de ses tantes qui y était institutrice.
À onze ans, il entre au réputé lycée Schotten à Vienne. Il y étudia, pour commencer, la chimie, la physique et l'histoire. Il termine sa formation comme pensionnaire et il étudie les matières classiques traditionnelles et les sciences, particulièrement la biologie.
En 1922, son père l'envoie étudier la médecine à New York, à l'université Columbia. Il y rencontre, par hasard, le professeur Thomas Hunt Morgan, le père de la génétique moderne et observe son premier chromosome au microscope. Après un seul trimestre à Columbia, il décide de rentrer à Vienne.
Il étudie la médecine à l'université de Königsberg et apprend l'anatomie comparée avec le professeur Ferdinand Hochstetter (de). Directeur de l'institut d'anatomie, celui-ci lui enseigne aussi la phylogénétique comparative, c'est-à-dire, comment reconstruire l'arbre généalogique des espèces à partir des similarités et des différences anatomiques. Hochstetter fait de Konrad son démonstrateur en anatomie, l'année même où Gretl (sa future épouse) commence ses études de médecine ; il devient alors son instructeur.
En 1928, il obtient le titre de docteur en médecine bien qu'il n'ait aucunement l'intention d'en faire sa profession. Il devient alors assistant de Hochstetter et son travail avec celui-ci se termine à peine quelques années plus tard lorsque Hochstetter prend sa retraite. Lorenz ne s'entend pas avec son successeur et décide alors d'étudier la zoologie. En 1933, lors de son second doctorat, il soutient une longue thèse qu'il avait déjà publiée sur le vol des oiseaux et l'adaptation des différentes formes d'ailes.

### Guerre, Kant et psychiatrie clinique
Après s'être familiarisé à la philosophie kantienne au cours de l'année 1940 sur les instances de sa femme Gretl, Lorenz est mobilisé à l'été 1941. Bien qu'ayant travaillé dans un service d'urgence de Vienne, il considère ses connaissances insuffisantes pour devenir médecin militaire : dans son formulaire militaire, à la rubrique « connaissances spéciales », il indique seulement enseignement de la motocyclette. Il est donc incorporé à un escadron motorisé où il devint instructeur avant que l'armée ne s'aperçoive de ses compétences médicales cachées et ne l'envoie travailler comme neurologue dans l'aile psychiatrique d'un hôpital militaire de Poznań en Pologne occupée.
Il décrit ces deux années de pratique psychiatrique comme une « expérience atroce » que jamais il n'aurait choisie. Il dit à propos de son passage au pavillon réservé aux hystériques : « …trop horrible pour être raconté. Ce sont des fantômes… des démons ! La chose la plus épouvantable que l'on puisse imaginer, c'est un être humain qui a perdu son identité. » Cette période influence beaucoup sa pensée sur le comportement humain : il abordera les problématiques psychiatriques à la lumière des questions posées par le psychiatre de Leeds,  Ronald Hargreaves (en). Premièrement, comment l'instinct de conservation se trouve-t-il perturbé ? Et deuxièmement, quelle est la cause de cette perturbation, est-elle causée par un excès ou une déficience de cet instinct ?
Le 24 juin 1944, en URSS occupée, Lorenz travaille comme chirurgien de campagne près de la ligne de front alors que l'Armée rouge avance vers l'ouest en encerclant les Allemands à Vitebsk. Après avoir d'abord fui, il se retrouve avec une cinquantaine de sergents allemands et participe activement à la prise d'une tranchée russe en essayant de sortir de la poche encerclée. À court de munitions, les soldats allemands finissent par se rendre, mais Lorenz les quitte pour essayer de s'échapper seul. Pendant la nuit, Lorenz qui comprend le russe retire ses insignes, enlève son calot et rejoint l'armée rouge. Après avoir marché quelque temps avec les Soviétiques, il les quitte pour rejoindre les lignes allemandes, mais n'y parvient pas et les Soviétiques, après avoir pris les Allemands en étau et les avoir tous massacrés, se tirent mutuellement dessus : c'est alors que Lorenz est blessé par balle au bras gauche et fait prisonnier.
Lorenz, en tant que médecin, scientifique et matérialiste, n'est ni envoyé aux travaux forcés comme les autres prisonniers de guerre allemands, ni persécuté, ni même victime d'hostilité de la part de ses gardiens, mais détenu à Erevan en Arménie soviétique. En prison l'alimentation est insuffisante : il impressionne grandement ses geôliers en se nourrissant de tarentules considérées comme venimeuses, en leur expliquant qu'il profite de l'apport de leurs protéines et en continuant son travail d'éthologue par l'étude à même sa propre peau des comportements prénuptiaux des puces. Il trouve également le moyen d'écrire un manuscrit sur l'enveloppe en papier épais de sacs de ciment, grâce à une solution de permanganate de potassium ; il s'agit essentiellement du brouillon de son travail épistémologique sur la nature de la psyché, exposé vingt-cinq ans plus tard dans L'envers du miroir. Les Soviétiques, voyant en lui le savant et non le prisonnier ennemi, lui permettent de dactylographier son travail et, après examen par le comité de censure, de l'emporter chez lui : ils le libèrent dès février 1948, et c'est grâce aux transports de l'Armée rouge qu'il retourne à Altenberg, alors en zone d'occupation soviétique.

### Inné et acquis
Lorenz combat violemment la philosophie vitaliste postulant une « force vitale » qui, au-delà des processus physiques se déroulant dans le cerveau, explique ultimement le comportement par cette force de nature transcendante. Il combat également la conception finaliste du comportement qui implique que l'objectif (la finalité du comportement) détermine le comportement en fonction de l'atteinte de celui-ci. Il démontre que plusieurs animaux, mammifères compris, ne possèdent aucune représentation interne de la finalité de leurs comportements, bien que ces comportements semblent orientés vers des objectifs précis. Il s'élève également contre la conception de l’enchaînement de réflexes qui était, à l'époque, le modèle dominant en matière d'explication de l'instinct ; il utilise, pour ce faire, plusieurs résultats expérimentaux du neurophysiologiste Erich von Holst. Le premier article critiquant ces thèses, Sur la formation du concept d'instinct, est publié en 1937. Par contre, Lorenz y effleure à peine les erreurs de Watson et de ses disciples béhavioristes, sous-estimant leurs influences grandissantes.
Lorenz s'attaqua en 1942 dans Psychologie inductive et téléologique à une nouvelle version du vitalisme : l'holisme. Il affine ses idées et critiques en 1943 dans Le tout et la partie dans la société animale et humaine, revue et corrigée après la guerre et publiée en 1950. L'holisme, affirmant que le tout est plus que la somme des parties, laisse entrevoir : « un miraculeux facteur producteur total, qui, n'étant pas accessible, n'exige pas une explication causale ». Ici encore, c'est le retrait de l'explication scientifique véritable qui choque Lorenz ; en extrayant l'explication causale, on laisse la porte ouverte à une existence transcendantale de la psyché laissant une brèche où le « croyant peut faire tomber une âme et le philosophe une conscience ; il tient aisément compte du libre arbitre et, par conséquent, du bien et du mal. »
Mais le véritable combat s'effectue entre les « natalistes » qu'il représente et les « environnementalistes », en particulier l'école « béhavioriste » américaine. Il n’accepte jamais la position intermédiaire, représentée par les « éthologistes de langue anglaise » : loin de considérer leur synthèse comme féconde, il la considére comme un compromis politique évitant d'accepter le déterminisme biologique, insupportable aux yeux des partisans de l'égalité de principe de tous les Hommes, postulat issu de la Révolution française. Il dénonce particulièrement la « trahison » de ceux qu'il croyait être ses amis, en particulier Nikolaas Tinbergen. Il trouve particulièrement difficile la mise de côté de ce qu'il considère comme le pilier de la recherche éthologique : la comparaison inter-espèce. En effet, pour lui, seule cette approche permettait à l'éthologie d'être la continuation de l’œuvre de Charles Darwin dans son chapitre consacré à l'évolution du comportement dans L'Origine des espèces. Pire, il voit dans certaines approches béhavioristes (comme le fameux concept de « maturation ») un nouveau repaire du vitalisme, permettant de repousser l'explication causale jusqu'à ses derniers retranchements. Toutes les réflexions scientifiques de Lorenz concernant ces questions sont regroupées dans son œuvre : Évolution et modification du comportement, l'inné et l'acquis.
Paradoxalement, l'opinion de Lorenz sur la nécessité de la comparaison inter-espèce, d'utiliser l'isolation et, d'une manière plus générale, de considérer comme fondamentale la question de déterminer la part de l'inné et de l’acquis dans l'étude du comportement, est rejetée lors de la formation de l'éthologie mondiale naissante. Finalement, cette approche s'introduit par la grande porte : l'étude de l'Homme. Après la publication de l'Agression en 1963, qui connait un succès retentissant, apparurent les premiers travaux scientifiques et ouvrages destinés au grand public écrits par des primatologues et anthropologues utilisant l'approche objective comparée promue par Lorenz. Notons l'Impératif territorial de Robert Ardrey, le Singe nu de Desmond Morris (que Lorenz critique car mettant trop l'accent sur la bestialité humaine) et l'Animal Impérial de Robin Fox et Lionel Tiger (dont Lorenz écrivit la préface).
Le prix Nobel de 1973 consacre la prise de position de Lorenz sur cette question ; le prix Nobel de physiologie ou médecine n'était pas remis à des zoologistes : c'est par définition impossible, mais bien à des physiologistes ayant à leur tête un médecin. Il couronne la définition de Lorenz du comportement animal comme étant une fonction physiologique constituée de ses propres organes et que cette étude peut avoir des applications importantes chez l'homme et se rattache ainsi, potentiellement, à la médecine.
Les années 1970 produisent également d'autres best-sellers traitant de cette question comme les ouvrages du disciple préféré de Lorenz, Eibl-Eibesfeldt (l'Homme programmé, Contre-l'agression) et la Sociobiologie[réf. nécessaire] d'Edward Osborne Wilson ainsi que l'épistémologie de Lorenz : l'Envers du miroir. Ces idées s’introduisent rapidement en psychologie cognitive jusqu'à ce qu'il devint banal d'utiliser le terme d’inné pour décrire une fonction cognitive partagée par tous les humains et d'utiliser des comparatifs avec les primates et autres animaux. L'évolution de cette conception alla jusqu'à la création d'une branche complète de la psychologie cognitive : la psychologie évolutionniste, utilisant une méthode très proche de celle promue à l'origine par Lorenz.

### Recherche

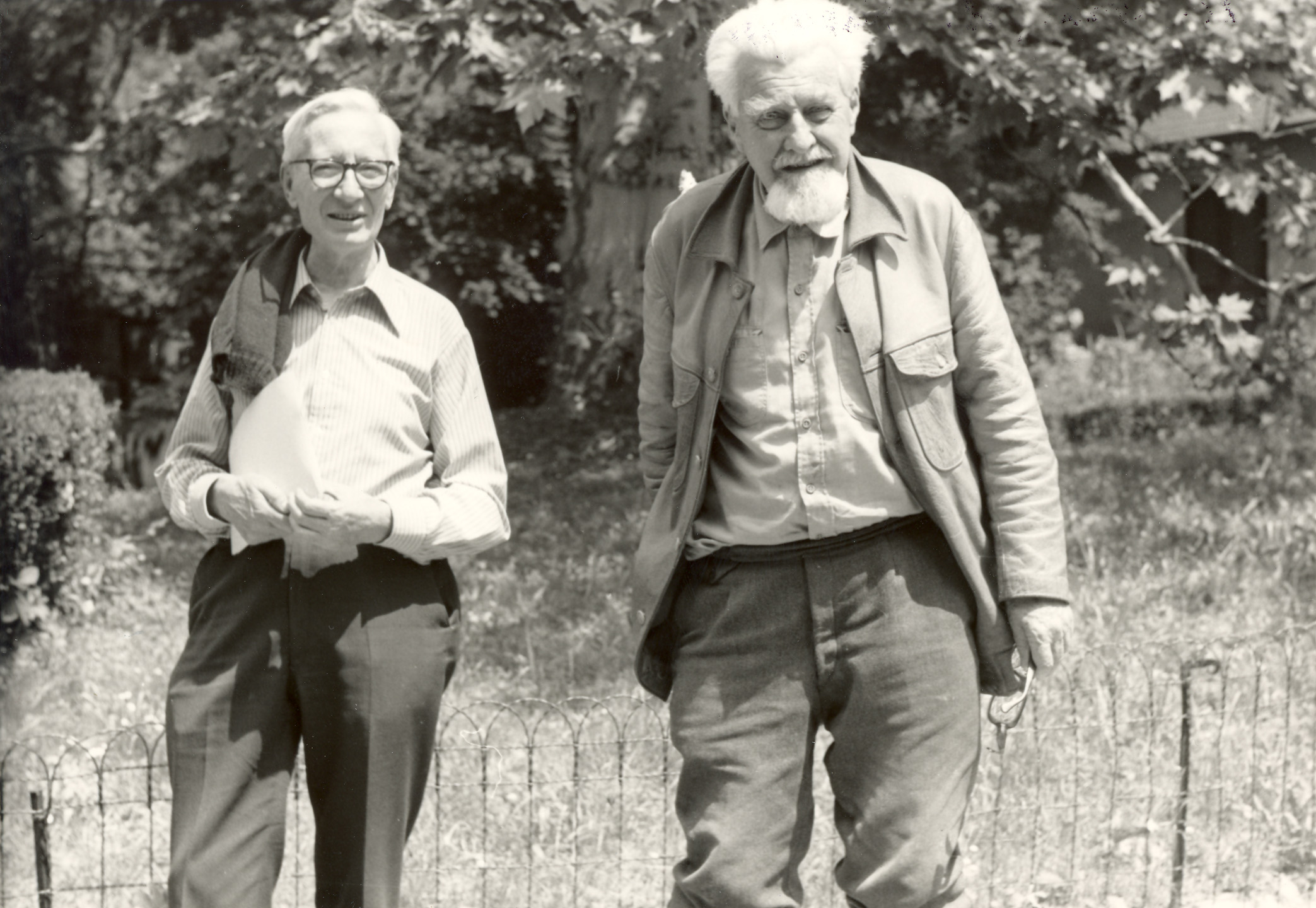
Nikolaas Tinbergen (gauche) et Konrad Lorenz (droite), 1978

Le professeur Hochstetter considéra Lorenz comme un pionnier de l'application de ses propres méthodes à un nouveau domaine. Ce fait est également rapporté par Lorenz lui-même dans plusieurs de ses livres. L'idée principale consiste à appliquer les méthodes de l'anatomie comparative, développées par Hochstetter, à l'analyse du comportement animal.
Chaque espèce animale développe une gamme propre de comportements individuels ou sociaux. Pour l'éthologue, la connaissance du comportement animal débute par sa description, cependant, cette connaissance doit s'enrichir par des tentatives visant à expliquer le comportement. On appelle éthogramme l'ensemble des formes stables de comportement recensées dans une espèce animale. On peut les classer dans les quatre catégories de Tinbergen :
- la dimension de causalité immédiate : réaction à un stimulus ;
- la dimension ontogénétique : le comportement inné et programmé ;
- la dimension phylogénétique : les différences et ressemblances entre espèces ;
- la dimension adaptative, ou fonctionnelle : les facteurs extérieurs qui ont généré un comportement.

Les concepts fondamentaux qu'il apporta à l'éthologie sont les actions endogènes, les mécanismes innés de déclenchement et d'Empreinte…
De son point de vue d'éthologue, Konrad Lorenz étudie aussi le rite qu'il interprète comme une forme adaptative qu'une culture donne à l'agressivité individuelle de ses membres pour circonscrire ses effets désordonnés et indésirables et a contrario valoriser sa contribution à la conservation du groupe.
Konrad Lorenz consacre une grande partie de sa vie à l'étude des oies cendrées, réalisant alors le travail le plus complet à l'heure actuelle sur cette espèce.
Il est aussi l'un des créateurs de la race canine « Eurasier (5/5/291) », obtenue en croisant le Chow-Chow, le Spitz Loup et le Samoyède.

### Du nazisme à l'humanisme
Lors de l'Anschluss, Konrad Lorenz a cru au nazisme et a adhéré au parti nazi en 1938. En 1940, cela lui permit d'être nommé professeur à l'université de Königsberg (aujourd'hui Kaliningrad en Russie).
Convaincu, comme une grande partie de sa génération, par le rôle positif de l'agressivité, par la notion d'inégalité biologique des individus et des groupes, par le « darwinisme social », par la théorie anthropologique du bouc émissaire et par l'eugénisme élitiste, il devient naturellement membre du « département de politique raciale » du parti nazi, produisant conférences et publications. En accord avec les postulats biologiques de l'idéologie nazie, il écrit, par exemple, dans une lettre à Oskar Heinroth, lors de la déclaration de guerre de la Grande-Bretagne à l'Allemagne : « Du pur point de vue biologique de la race, c'est un désastre de voir les deux meilleurs peuples germaniques du monde se faire la guerre pendant que les races non-blanches, noire, jaune, juive et mélangées restent là en se frottant les mains ».
Selon ses dires, il ne prit conscience des atrocités commises par le nazisme qu'« étonnamment tard », vers 1943-44, à hôpital militaire de Poznań où il s'occupait des soldats de la Wehrmacht en état de choc post-traumatique, dont certains avaient participé aux crimes de guerre nazis en Union soviétique. Durant cette période, la hiérarchie nazie lui assigne une mission d'« expertise raciale » sur des citoyens Polonais, pour distinguer ceux d'ascendance allemande devant être « re-germanisés », des autres, les « sous-hommes slaves » destinés à être réduits au servage dans le cadre du « Generalplan Ost ». Il doit aussi examiner des déportés tziganes emmenés vers les camps d'extermination. C'est seulement alors, affirme-t-il, qu'il « comprend, dans toute son horreur, la totale barbarie du nazisme ».
La controverse sur l'affiliation de Konrad Lorenz au parti nazi commence lors de sa nomination pour le prix Nobel. Elle porte d'abord sur un article publié dans le Journal de psychologie appliquée et d'étude du caractère (Zeitschrift für angewandte Psychologie und Charakterkunde) en 1940 : « Désordres causés par la domestication du comportement spécifique à l'espèce » (Durch Domestikation verursachte Störungen arteigenen Verhaltens). Cet article est publié dans un contexte de « justification scientifique » des restrictions légales contre le mariage entre Allemands et non-Allemands. Lorenz ne cache pas cette publication, il la cite même abondamment et en reprend les idées dans la plupart de ses livres. Il y développe le concept de l'« auto-domestication de l'Homme » selon lequel la « pression de sélection de l'homme par l'homme (ou par la femme) » conduirait à une forme de « dégénérescence de l'espèce humaine », touchant surtout les « races occidentales », tandis que les « souches primitives » seraient épargnées par cette « dégénérescence ». Il s'agit d'une entorse au suprémacisme aryen des nazis, dont il dira plus tard : « L'essai de 1940 voulait démontrer aux nazis que la domestication était beaucoup plus dangereuse que n'importe quel prétendu mélange de races. Je crois toujours que la domestication menace l'humanité ; c'est un très grand danger. Et si je peux réparer, rétrospectivement, l'incroyable stupidité d'avoir tenté de le démontrer aux nazis, c'est en répétant cette même vérité dans une société totalement différente mais qui l'apprécie encore moins. »
Le racialisme de Lorenz est évident (le racialisme est la conviction que l'humanité se divise en races, sans nécessairement qu'elles soient inégales ; si on pense qu'elles sont inégales, on passe dans le racisme). Cela, mais surtout le style pro-nazi de cet article, adoptant un ton délibérément politique et non scientifique, publié dans un contexte de haine raciale et se terminant par : « Nous devons - et nous le ferons - compter sur les sentiments sains de nos meilleurs éléments pour établir la sélection qui déterminera la prospérité ou la décadence de notre peuple… », entraîne les détracteurs de Lorenz à contester sa nomination au prix Nobel, et cause une polémique dans la communauté des sciences humaines, en particulier au sein de l'école de behaviorisme américain. En effet, le long combat de Lorenz contre les théories de cette école, en ce qui concerne les comportements innés et acquis, lui valut beaucoup d'ennemis.
La controverse au sujet de l'article de 1940 s'amplifie après la publication dans Science en 1972 d'un discours prononcé au Canada par Léon Rosenberg de la faculté de médecine de Harvard, et la publication par Ashley Montagu, anthropologue opposé à la théorie des instincts de l'homme de Lorenz, de la conférence d'Eisenberg « La nature humaine de l'homme ». Dans cette conférence, l'article de 1940 est critiqué sur la base d'une demi-page (sur plus de 70) des pires passages politiques cités hors contexte : Lorenz réplique que ses « meilleurs éléments » ne sont pas nécessairement « aryens » et même que selon lui, les « aryens domestiqués » devraient être remplacés par des représentants « plus sains » d'autres races, ce qui contrariait l'idéologie nazie. Dans sa biographie, Lorenz laisse sous-entendre qu'il aurait été envoyé sur le front de l'Est pour cette raison.
Il n'en reste pas moins que jusqu'en 1943-44 Lorenz n'est pas effrayé par le nazisme, et après-guerre, il accepte naïvement le Prix Schiller qui lui avait été proposé par un vieux membre conservateur de l'Académie bavaroise des sciences. Or ce prix provient d'un groupe néo-nazi : quand il en est averti, Lorenz prétexte être alité et envoie son fils Thomas et son ami Irenäus Eibl-Eibesfeldt annoncer que les 10 000 marks de ce prix seront versés au compte d'Amnesty International. Finalement, l'argent du prix n'est jamais versé.
Considérant la domestication et la néoténie comportementale comme des facteurs de « dégénérescence » et non comme des facteurs d'évolution, d'adaptabilité et de diminution de la violence, il formule la théorie des « aryens domestiqués » devant laisser place à des races « plus saines » (dans le sens de « plus sauvages »). Or, après sa mort, cela fournit des arguments pseudoscientifiques à la thèse du « Grand remplacement » de l'extrême-droite moderne,. 
Ses positions sur l'inégalité, l'agressivité et la dégénérescence sont cependant moins tranchées à mesure qu'il avance en âge et devient lui-même plus fragile : il rejoint le comité de patronage de Nouvelle École et déclare que « c'est par le rire que les Hommes aboliront la guerre ». Il se rapproche des mouvements écologistes et anti-nucléaires, et consacre ses recherches à une réflexion humaniste sur le devenir de l'humanité. Il décède le 27 février 1989. En 2015, en raison de son passé nazi, l'université de Salzbourg annonce lui retirer symboliquement et post mortem le doctorat honoris causa qu'elle lui avait conféré de son vivant.

## Grandes découvertes

### Coordinations héréditaires
L'acte instinctif se distingue par la présence d'une coordination héréditaire, c'est-à-dire, d'une suite de contractions musculaires produisant une séquence de mouvements caractéristique et stéréotypée. Cette suite de mouvements est innée et cela peut être vérifié de plusieurs façons :
- la séquence est identique chez tous les représentants de l'espèce. Il s'agit de la méthode de comparaison horizontale ;
- la séquence varie en forme et en intensité selon la distance génétique séparant les groupes taxinomiques proches (espèces, genres, familles), révélant la phylogenèse de ces comportements. Il s'agit de la méthode de comparaison verticale ;
- la séquence n'est modifiée par aucune forme d'apprentissage ceci étant facilement vérifiable pour les espèces où les soins parentaux sont absents ou par isolation artificielle dès la naissance. Il s'agit de la méthode par isolation ;
- dans plusieurs cas, il est possible de remonter vers le centre nerveux responsable de cette séquence comportementale; la rigidité constitutive de ce centre moteur implique une origine aussi déterminée pour ce type de comportement que pour les organes du corps. Il s'agit de la méthode physiologique.

Les coordinations héréditaires possèdent comme caractéristique fondamentale qu'une fois déclenchées elles s'exécutent jusqu'à la fin, même si en cours de mouvement elles perdent toute finalité. De plus, les coordinations héréditaires sont souvent combinées à des taxies qui sont des formes de contrôle (régulation cybernétique) du mouvement. Par exemple, une oie dont un des œufs roule en bas du nid va étendre le cou pour le ramener à l'intérieur. Le mouvement de roulis de l'œuf doit être corrigé par des mouvements droite-gauche du cou, il s'agit de la taxie. De plus, même si l'œuf disparaît (retiré par l'expérimentateur) ou qu'il lui échappe, l'oie doit compléter le mouvement avant de pouvoir recommencer.

### Mécanismes innés de déclenchement
Une coordination héréditaire est toujours, sauf dans le cas de déclenchement endogène, à vide ou comme activité de substitution, déclenchée par un stimulus. Ce stimulus est soit visuel, tactile, olfactif ou sonore. Les stimuli visuels, sonores et tactiles, étant plus simples à reproduire, ont été grandement étudiés.
Lorenz remarque que les stimuli visuels déclenchant une coordination héréditaire ne nécessitent pas de ressembler le plus possible à la forme naturelle. Seules quelques caractéristiques fondamentales sont nécessaires, il s'agit du stimulus clé. De plus, en général, plus le stimulus artificiel est grand ou exagéré, plus il est efficace. Il s'agit du phénomène d'hyperstimulus ou stimulus supranormaux. Par exemple, une oie va réagir beaucoup plus promptement à la vue d'un œuf gigantesque en dehors de son nid et va même préférer cet œuf à celui de taille normale et ceci même si l'œuf est beaucoup trop gros pour qu'elle puisse le transporter.

### Appétences et motivations
L'appétence, venant du terme appétit, désigne, selon Lorenz, un mécanisme de déclenchement endogène inné. Il s'agit d'un stimulus interne responsable du déclenchement d'un comportement. Lorenz a démontré qu'il existe beaucoup plus d'appétences que ce qui était généralement admis. Le modèle analogique de l'appétence de Lorenz est un système hydraulique; la motivation, pour une appétence donnée, s'accumule progressivement jusqu'à atteindre un seuil critique, c'est seulement lorsque le seuil est atteint que le comportement est déclenché.
Lorenz distingue également les contextes motivationnels des appétences, ceux-ci étant des états spécifiques dans lesquels se trouve l'animal et qui permettent de déclencher tel ou tel comportement en fonction de stimuli externes. Par exemple, pour que soit déclenché le mouvement pour ramener un œuf par une oie, il faut absolument que celle-ci soit en train de couver. La couvaison est un contexte motivationnel. L'étude des contextes motivationnels est plus simple que celui des appétences, il suffit de démontrer qu'un stimulus clé ne déclenche un comportement que dans telle ou telle situation (le contexte).

### Apprentissage
Les découvertes de Konrad Lorenz dans ce domaine et les idées qu'il a défendues modifièrent considérablement notre compréhension de cette faculté. Le fondement incontestable de sa thèse est que pour que l'apprentissage soit possible, il doit nécessairement exister des mécanismes génétiquement déterminés permettant à un animal d'apprendre. Selon lui, un animal ne peut pas apprendre n'importe quoi mais seulement ce pour quoi son système nerveux est conçu. Ici, contrairement à la conception behavioriste traditionnelle, prônant l'existence d'un seul mécanisme d'apprentissage générique (basé sur la punition et la récompense), Lorenz démontre la diversité de ces mécanismes et leur spécificité. En ce qui concerne l'humain, sa grande faculté d'apprendre ne viendrait donc pas d'une perte des mécanismes d'apprentissage rigides ancestraux mais bien d'un ajout massif de tels mécanismes : faculté d'apprendre une langue, une culture, des concepts… Il fut avec Noam Chomsky un défenseur de cette thèse qui est maintenant largement répandue dans plusieurs disciplines (anthropologie, sociologie, psychologie). Remarquons, néanmoins, que la vieille conception culturaliste prêchant que l'humain serait une tabula rasa à la naissance, a la peau dure, défiant ainsi toutes les évidences scientifiques.

## Grandes théories

### Théorie de la dégénérescence
La théorie de la dégénérescence de Lorenz inscrit dans la nature biologique de l'homme les problèmes de décadence des civilisations. Cette constatation vient de la comparaison entre les caractéristiques de l'homme civilisé et des animaux domestiqués. En cela, Lorenz remarque que les animaux domestiques se caractérisent souvent par :
- des problèmes alimentaires et un manque de contrôle des mécanismes de l'appétit pouvant entraîner l'obésité ;
- des problèmes de régulation de la sexualité et une hypersexualisation ;
- une régression infantile des individus, les adultes se comportant comme des individus immatures (dépendance parentale et activité ludique).

Selon Lorenz, l'homme civilisé, n'étant plus contraint par l'environnement sauvage, a été forgé par la sélection artificielle produite par la civilisation elle-même. Ainsi, l'espèce humaine s'est auto-domestiquée. Toujours selon Lorenz, sans un système social de valeurs fortes imposées et régulatrices des mœurs, la nature «domestique» de l'homme civilisé prendra le dessus. Nous obtiendrons alors une civilisation d'obèses, hypersexualisés, immatures et passant leur temps à se divertir. Plus inquiétant, si l'évolution de l'homme depuis un million d'années fut propulsée par l'ajout génétique d'instincts typiquement humains, celui de l'homme civilisé depuis dix mille ans est caractérisé par une dégénérescence génétique.

### Théorie de l'agression[14]
La théorie de l'agression de Lorenz peut être considérée comme une généralisation de la théorie anthropologique du bouc émissaire. En premier lieu, Lorenz démontre que la parade nuptiale de plusieurs espèces animales est une variation du comportement d'agression. Le schéma général de la parade nuptiale consiste en un comportement d'attaque entre le mâle et la femelle qui, à la dernière seconde, est réorienté vers un ennemi commun, pouvant être un congénère dans le cas des animaux sociaux.
Pour Lorenz, ce schéma général provient du fait que pour qu'une relation interindividuelle soit possible, cela nécessite que deux individus partagent un même territoire. L'instinct de territorialité faisant en sorte que cette situation fasse augmenter inexorablement la motivation d'agression, la sélection naturelle a simplement permis ce rapprochement en détournant cette agressivité vers un ennemi commun.
L'application de cette théorie à l'homme fait en sorte que pour que l'amour soit possible, il faille nécessairement « haïr les mêmes choses ensemble ». De même, tout regroupement social ne peut exister que par réorientation de l'agressivité interindividuelle contre un ennemi commun : nation contre nation, classe supérieure contre inférieure, syndicat contre patronat, parti politique contre parti politique, équipe contre équipe, etc.

### Théorie de la connaissance[15]
Digne successeur de la chaire de Kant, Konrad Lorenz corrigea la théorie de la connaissance de celui-ci[réf. souhaitée]. En effet, à l'époque de Kant, la théorie de la sélection naturelle de Darwin et même celle du transformisme de Lamarck étaient inconnues. Il en découle que l'idée que les concepts a priori de l'entendement soient indépendants et sans adéquation avec la réalité du monde (le noumène) ne tient plus[réf. souhaitée].
Selon Lorenz, les concepts a priori de l'entendement (par exemple la représentation centrale de l'espace) ont été forgés par le mécanisme de la sélection naturelle via la confrontation entre les comportements des animaux et la réalité, la sélection naturelle ayant favorisé les organismes aptes à se représenter le mieux possible l'espace et les autres concepts a priori.
Lorenz détaille l'évolution de la représentation centrale de l'espace et la façon dont elle a été forgée en comparant la structure de la représentation de l'espace de plusieurs espèces animales. Il élabore également sur le développement des autres concepts innés (a priori de l'entendement) et comment ceux-ci s'intégrèrent pour former les mécanismes de la pensée conceptuelle.

## Prix et distinctions

### Distinctions Internationales
- Professeur honoraire des universités de Münster (1953) et de Munich (1957).
- Récipiendaire du Mérite des sciences et des arts (Allemagne, 1950).
- Membre étranger de la Royal Society (Angleterre, 1964) et de l'American National Academy of Sciences (1966).
- Membre honoraire de plusieurs sociétés dont : Leeds (1962), Bâle (1966), puis Yale, Chicago, Oxford et Birmingham.
- Récipiendaire du Prix mondial Cino Del Duca (1969).
- Prix Nobel de physiologie ou médecine (1973).
- Grand officier de l'ordre du Mérite de la République fédérale d'Allemagne (Großes Bundesverdienstkreuz mit Stern und Schulterband) (1984)

### Distinctions autrichiennes
- Récipiendaire du prix de la ville de Vienne (1959).
- Distinction autrichienne pour la Science et les Arts (1964).
- L'Anneau de Paracelse de la ville de Villach (1973).
- Le prix Hans-Adalbert-Schweigart, partagé avec André Gernez à Salzbourg (1979).
- Son nom a été donné au Konrad Lorenz Institute for Evolution and Cognition Research à Altenberg.

## Ouvrages

### Traductions françaises
- Il parlait avec les mammifères, les oiseaux et les poissons, Paris, Flammarion, 1968.
- Les animaux, ces inconnus, Paris, Éditions de Paris, 1953.
- Tous les chiens, tous les chats, Paris, Flammarion, 1970.
- L'Agression, une histoire naturelle du mal, Paris, Flammarion, 1977.
- Évolution et Modification du comportement : l'inné et l'acquis, Paris, Payot, 1967.
- Essais sur le comportement animal et humain : les leçons de l'évolution de la théorie du comportement, Paris, Le Seuil, 1970.
- L'envers du miroir : une histoire naturelle de la connaissance, Paris, Flammarion, 1975.
- Les Huit péchés capitaux de notre civilisation, Paris, Flammarion, 1973.
- Les Fondements de l'éthologie, Paris, Flammarion, 1984.
- L'Homme dans le fleuve du vivant, Paris, Flammarion, 1981.
- Les Oies cendrées, Paris, Albin Michel, 1989.
- L'Année de l'oie cendrée, Paris, Stock, 1991.
- L'homme en péril, Paris, Flammarion, 1992.

### Publications originales
- (de) Er redete mit dem Vieh, den Vögeln und den Fischen, Borotha-Schoeler, Vienne, 1949.
- (de) So kam der Mensch auf den Hund, Borotha-Schoeler, Vienne, 1950.
- (de) Das sogenannte Böse. Zur Naturgeschichte der Aggression, dtv, 1998 (1re éd. 1963), 261 p. (ISBN 3-423-33017-1)
- (de) Über tierisches und menschliches Verhalten. Aus dem Werdegang der Verhaltenslehre, 2 vol., 1965.
- (de) Die Rückseite des Spiegels. Versuch einer Naturgeschichte menschlichen Erkennens, 1973.
- (de) Die acht Todsünden der zivilisierten Menschheit, 1973.
- (de) Hier bin ich - Wo bist du ? Ethologie der Graugans, R. Piper GmbH & Co. KG, Munich, 1988.
- (de) Das Jahr der Graugans, 1979
- (de) Der Abbau des Menschlichen, 1983
- Avec Frédéric de Towarnicki, De petits points lumineux d'espoir, Paris, Rivage, 2009.